# Ciclismo nos Jogos Olímpicos de Verão de 2024 - Corrida em estrada masculina
A prova da corrida em estrada masculina do ciclismo nos Jogos Olímpicos de Verão de 2024 ocorreu em 3 de agosto de 2024 num percurso iniciado e finalizado no Trocadéro, em Paris. Um total de 90 ciclistas de 55 Comitês Olímpicos Nacionais (CON) participaram do evento.

## Qualificação
Cada CON poderia inscrever até quatro ciclistas na corrida em estrada masculina. Todas as vagas foram atribuídas aos CONs, que selecionou os ciclistas a competir. Havia um total de 90 vagas disponíveis para a prova, que foram alocadas prioritariamente através do Ranking Mundial da União Ciclística Internacional (UCI):
- Ranking Mundial da UCI: Os cinco primeiros CONs qualificaram quatro ciclistas cada, os classificados do 6º ao 10º lugar qualificaram três ciclistas cada,  do 11º ao 20º lugar dois ciclistas cada, e do 21º ao 45º um ciclista cada um;
- Campeonato Mundial de 2023: o melhor colocado ainda não classificado ganhou uma vaga;
- Campeonatos continentais (África, Ásia e Américas): os dois melhores colocados dos três continentes, que ainda não tinham nenhum classificado, ganharam as vagas;
- Campeonato Mundial de 2024: o melhor CON ainda não classificado ganhou uma vaga;
- Realocações: três vagas não utilizadas foram realocadas para CONs ainda não classificados.

## Formato
A corrida em estrada é realizada com uma largada em massa e disputada em apenas um dia, com 273 km de percurso total e 2800 m de ganho vertical. A corrida se iniciou no Trocadéro e passou pelo Rive Gauche, Versalhes, Bougival, Feucherolles, Beynes, Montigny-le-Bretonneux, Auffargis e depois voltou para Paris, com duas voltas pela cidade e três subidas na Montmartre até retornar novamente para o Trocadéro.

## Calendário
Horário local (UTC+2)
| Dia                 | Horário | Fase  |
| ------------------- | ------- | ----- |
| 3 de agosto de 2024 | 11:00   | Final |

## Medalhistas
| Ouro   | BEL Remco Evenepoel    |
| Prata  | FRA Valentin Madouas   |
| Bronze | FRA Christophe Laporte |

## Resultados
Os primeiros a completar o percurso de 273 km conquistam as medalhas.

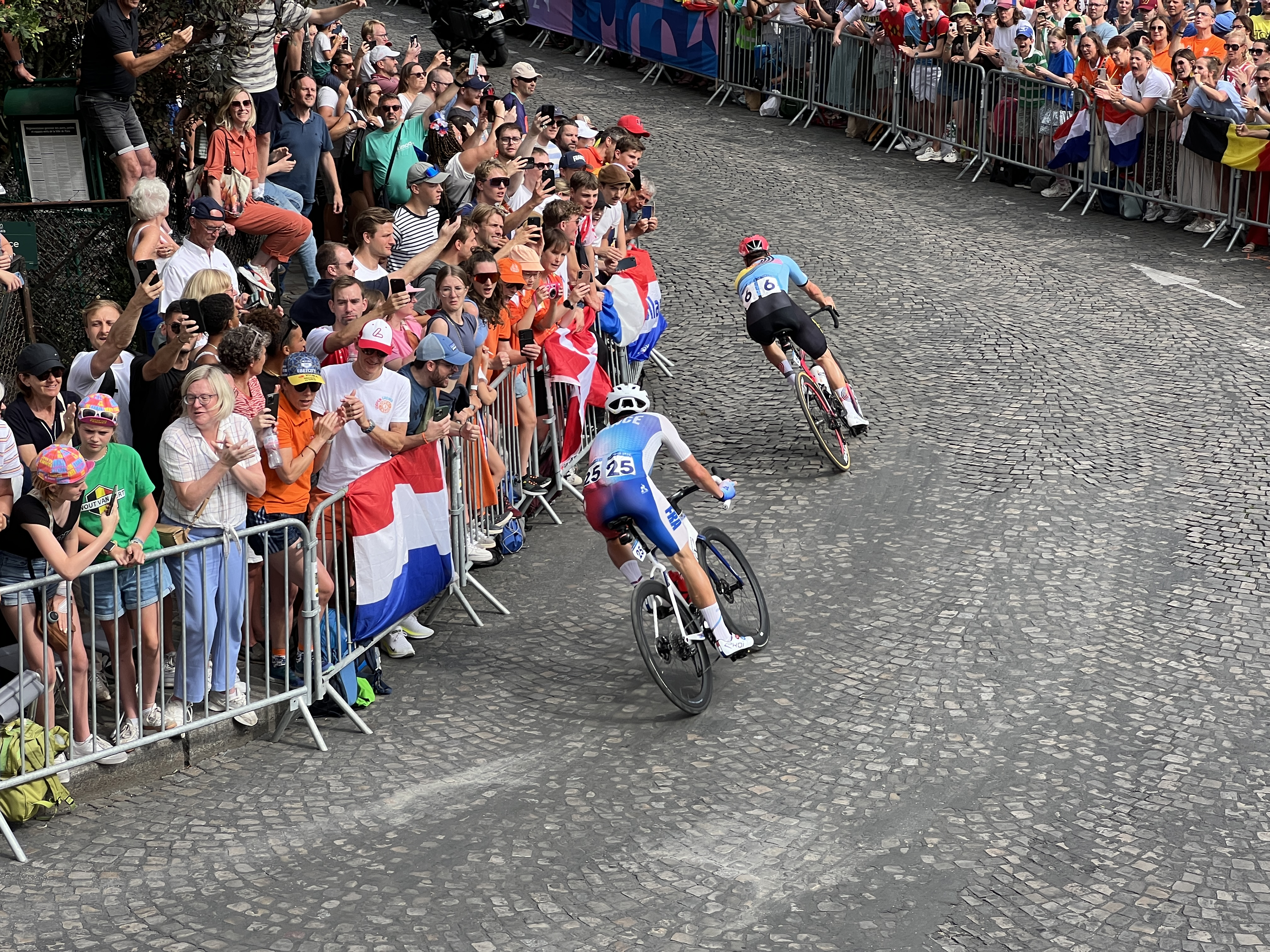
Remco Evenepoel e Valentin Madouas brigando pela primeira posição nas ruas de Montmartre

| Pos.              | Bib | Ciclista                | CON                             | Tempo   | Dif.    |
| ----------------- | --- | ----------------------- | ------------------------------- | ------- | ------- |
| Medalha de ouro   | 6   | Remco Evenepoel         | BEL Bélgica                     | 6:19:34 |         |
| Medalha de prata  | 25  | Valentin Madouas        | FRA França                      | 6:20:45 | + 1:11  |
| Medalha de bronze | 24  | Christophe Laporte      | FRA França                      | 6:20:50 | + 1:16  |
| 4                 | 67  | Attila Valter           | HUN Hungria                     | 6:20:50 | + 1:16  |
| 5                 | 60  | Toms Skujiņš            | LAT Letônia                     | 6:20:50 | + 1:16  |
| 6                 | 56  | Marco Haller            | AUT Áustria                     | 6:20:50 | + 1:16  |
| 7                 | 40  | Stefan Küng             | SUI Suíça                       | 6:20:50 | + 1:16  |
| 8                 | 12  | Jan Tratnik             | SLO Eslovênia                   | 6:20:50 | + 1:16  |
| 9                 | 31  | Matteo Jorgenson        | USA Estados Unidos              | 6:20:50 | + 1:16  |
| 10                | 51  | Ben Healy               | IRL Irlanda                     | 6:20:54 | + 1:20  |
| 11                | 23  | Julian Alaphilippe      | FRA França                      | 6:20:59 | + 1:25  |
| 12                | 1   | Mathieu van der Poel    | NED Países Baixos               | 6:21:23 | + 1:49  |
| 13                | 27  | Tom Pidcock             | GBR Grã-Bretanha                | 6:21:24 | + 1:50  |
| 14                | 61  | Mathias Vacek           | CZE Chéquia                     | 6:21:25 | + 1:51  |
| 15                | 35  | Michael Matthews        | AUS Austrália                   | 6:21:47 | + 2:13  |
| 16                | 39  | Marc Hirschi            | SUI Suíça                       | 6:21:47 | + 2:13  |
| 17                | 19  | Mattias Skjelmose       | DEN Dinamarca                   | 6:21:47 | + 2:13  |
| 18                | 13  | Alex Aranburu           | ESP Espanha                     | 6:21:47 | + 2:13  |
| 19                | 37  | Santiago Buitrago       | COL Colômbia                    | 6:21:49 | + 2:15  |
| 20                | 18  | Mads Pedersen           | DEN Dinamarca                   | 6:21:54 | + 2:20  |
| 21                | 7   | Jasper Stuyven          | BEL Bélgica                     | 6:21:54 | + 2:20  |
| 22                | 14  | Juan Ayuso              | ESP Espanha                     | 6:21:54 | + 2:20  |
| 23                | 20  | Alberto Bettiol         | ITA Itália                      | 6:21:54 | + 2:20  |
| 24                | 32  | Brandon McNulty         | USA Estados Unidos              | 6:21:54 | + 2:20  |
| 25                | 38  | Daniel Martínez         | COL Colômbia                    | 6:21:54 | + 2:20  |
| 26                | 55  | Felix Großschartner     | AUT Áustria                     | 6:21:54 | + 2:20  |
| 27                | 48  | Corbin Strong           | NZL Nova Zelândia               | 6:21:54 | + 2:20  |
| 28                | 44  | Maximilian Schachmann   | GER Alemanha                    | 6:21:54 | + 2:20  |
| 29                | 75  | Lukáš Kubiš             | SVK Eslováquia                  | 6:23:16 | + 3:42  |
| 30                | 65  | Madis Mihkels           | EST Estônia                     | 6:23:16 | + 3:42  |
| 31                | 29  | Stephen Williams        | GBR Grã-Bretanha                | 6:23:16 | + 3:42  |
| 32                | 34  | Simon Clarke            | AUS Austrália                   | 6:23:16 | + 3:42  |
| 33                | 46  | Nelson Oliveira         | POR Portugal                    | 6:23:16 | + 3:42  |
| 34                | 26  | Kévin Vauquelin         | FRA França                      | 6:23:16 | + 3:42  |
| 35                | 15  | Oier Lazkano            | ESP Espanha                     | 6:23:16 | + 3:42  |
| 36                | 3   | Dylan van Baarle        | NED Países Baixos               | 6:23:16 | + 3:42  |
| 37                | 8   | Wout van Aert           | BEL Bélgica                     | 6:23:21 | + 3:47  |
| 38                | 9   | Luka Mezgec             | SLO Eslovênia                   | 6:26:57 | + 7:23  |
| 39                | 47  | Laurence Pithie         | NZL Nova Zelândia               | 6:26:57 | + 7:23  |
| 40                | 63  | Alex Kirsch             | LUX Luxemburgo                  | 6:26:57 | + 7:23  |
| 41                | 59  | Michael Woods           | CAN Canadá                      | 6:26:57 | + 7:23  |
| 42                | 33  | Magnus Sheffield        | USA Estados Unidos              | 6:26:57 | + 7:23  |
| 43                | 30  | Fred Wright             | GBR Grã-Bretanha                | 6:26:57 | + 7:23  |
| 44                | 58  | Derek Gee               | CAN Canadá                      | 6:26:57 | + 7:23  |
| 45                | 4   | Jhonatan Narváez        | ECU Equador                     | 6:26:57 | + 7:23  |
| 46                | 45  | Rui Costa               | POR Portugal                    | 6:26:57 | + 7:23  |
| 47                | 28  | Josh Tarling            | GBR Grã-Bretanha                | 6:26:57 | + 7:23  |
| 48                | 5   | Tiesj Benoot            | BEL Bélgica                     | 6:26:57 | + 7:23  |
| 49                | 49  | Biniam Girmay           | ERI Eritreia                    | 6:26:57 | + 7:23  |
| 50                | 21  | Luca Mozzato            | ITA Itália                      | 6:26:57 | + 7:23  |
| 51                | 36  | Ben O'Connor            | AUS Austrália                   | 6:26:57 | + 7:23  |
| 52                | 54  | Alexey Lutsenko         | KAZ Cazaquistão                 | 6:26:57 | + 7:23  |
| 53                | 62  | Orluis Aular            | VEN Venezuela                   | 6:26:57 | + 7:23  |
| 54                | 87  | Eduardo Sepúlveda       | ARG Argentina                   | 6:28:31 | + 8:57  |
| 55                | 64  | Eric Fagúndez           | URU Uruguai                     | 6:28:31 | + 8:57  |
| 56                | 68  | Yukiya Arashiro         | JPN Japão                       | 6:28:31 | + 8:57  |
| 57                | 69  | Sainbayaryn Jambaljamts | MGL Mongólia                    | 6:28:31 | + 8:57  |
| 58                | 82  | Jakob Söderqvist        | SWE Suécia                      | 6:33:56 | + 14:22 |
| 59                | 17  | Michael Mørkøv          | DEN Dinamarca                   | 6:36:31 | + 16:57 |
| 60                | 52  | Ryan Mullen             | IRL Irlanda                     | 6:36:31 | + 16:57 |
| 61                | 57  | Stanisław Aniołkowski   | POL Polônia                     | 6:38:03 | + 18:29 |
| 62                | 79  | Itamar Einhorn          | ISR Israel                      | 6:39:27 | + 19:53 |
| 63                | 42  | Søren Wærenskjold       | NOR Noruega                     | 6:39:27 | + 19:53 |
| 64                | 86  | Ognjen Ilić             | SRB Sérvia                      | 6:39:27 | + 19:53 |
| 65                | 83  | Kim Eu-ro               | KOR Coreia do Sul               | 6:39:27 | + 19:53 |
| 66                | 76  | Anatoliy Budyak         | UKR Ucrânia                     | 6:39:27 | + 19:53 |
| 67                | 77  | Franklin Archibold      | PAN Panamá                      | 6:39:27 | + 19:53 |
| 68                | 73  | Lü Xianjing             | CHN China                       | 6:39:27 | + 19:53 |
| 69                | 66  | Ryan Gibbons            | RSA África do Sul               | 6:39:27 | + 19:53 |
| 70                | 43  | Nils Politt             | GER Alemanha                    | 6:39:29 | + 19:55 |
| 71                | 81  | Vinícius Rangel         | BRA Brasil                      | 6:39:31 | + 19:57 |
| 72                | 2   | Daan Hoole              | NED Países Baixos               | 6:41:17 | + 21:43 |
| 73                | 16  | Mikkel Bjerg            | DEN Dinamarca                   | 6:41:17 | + 21:43 |
| 74                | 41  | Tobias Foss             | NOR Noruega                     | 6:41:17 | + 21:43 |
| 75                | 78  | Georgios Bouglas        | GRE Grécia                      | 6:45:33 | + 25:59 |
| 76                | 85  | Ali Labib               | IRI Irã                         | 6:46:33 | + 26:59 |
| 77                | 89  | Charles Kagimu          | UGA Uganda                      | 6:50:49 | + 31:15 |
| —                 | 10  | Matej Mohorič           | SLO Eslovênia                   | DNF     | DNF     |
| —                 | 11  | Domen Novak             | SLO Eslovênia                   | DNF     | DNF     |
| —                 | 22  | Elia Viviani            | ITA Itália                      | DNF     | DNF     |
| —                 | 50  | Gleb Syritsa            | AIN Atletas Individuais Neutros | DNF     | DNF     |
| —                 | 53  | Yevgeniy Fedorov        | KAZ Cazaquistão                 | DNF     | DNF     |
| —                 | 70  | Achraf Ed Doghmy        | MAR Marrocos                    | DNF     | DNF     |
| —                 | 71  | Christopher Lagane      | MRI Maurício                    | DNF     | DNF     |
| —                 | 72  | Yacine Hamza            | ALG Argélia                     | DNF     | DNF     |
| —                 | 74  | Nikita Tsvetkov         | UZB Uzbequistão                 | DNF     | DNF     |
| —                 | 80  | Thanakhan Chaiyasombat  | THA Tailândia                   | DNF     | DNF     |
| —                 | 84  | Burak Abay              | TUR Turquia                     | DNF     | DNF     |
| —                 | 88  | Vincent Lau Wan Yau     | HKG Hong Kong                   | DNF     | DNF     |
| —                 | 90  | Eric Manizabayo         | RWA Ruanda                      | DNF     | DNF     |